# Pascal Beaupré
Pour les articles homonymes, voir Beaupré.
Pascal Beaupré, né le 20 mars 1983, est un avocat et homme politique québécois.

## Biographie
Né le 20 mars 1983, il fait ses études collégiales au Cégep régional de Lanaudière à Joliette. Il détient un baccalauréat en droit de l'Université de Montréal et est diplômé de l'École du Barreau du Québec.
Son implication politique débute au niveau fédéral puisqu'il est président de l'Association libérale fédérale de Joliette de 2005 à 2007. De 2002 à 2004, il est président régional - Lanaudière des Jeunes libéraux du Canada (Québec). Il démissionne de ses fonctions au sein du Parti libéral du Canada et remet sa carte de membre, le 14 février 2007.
À la suite des élections générales québécoises de 2007, il est élu député de Joliette à l'Assemblée nationale du Québec sous la bannière de l'Action démocratique du Québec. Il est nommé par le chef de l'opposition officielle, Mario Dumont, porte-parole de l'opposition officielle en matière de Jeunesse le 19 avril 2007, membre de la Commission de la culture 23 mai 2007 et membre de la Commission des institutions le 23 mai 2007.
À la suite du remaniement à l'opposition officielle survenu le 15 mai 2008, il conserve le même dossier ainsi que les mêmes fonctions parlementaires.
À l'élection générale québécoise de 2008, il arrive troisième et cède la victoire à la péquiste Véronique Hivon.
Le 24 mars 2009, il annonce son appui à la candidature d'Éric Caire comme chef de l'Action démocratique du Québec.
Aux élections générales québécoises de 2012, il se présente de nouveau dans la circonscription de Joliette, mais sous la bannière du Parti libéral du Québec. Il termine troisième derrière la députée réélue Véronique Hivon et le caquiste Normand Masse.

## Formation académique
- Diplôme d'études collégiales en sciences humaines, Cégep régional de Lanaudière à Joliette (2002)
- Baccalauréat en droit, Université de Montréal (2002-2005)
- École du Barreau du Québec, Montréal (2005)

## Résultats électoraux
|                                                                                               | Nom                        | Parti            | Nombre de voix | %      | Maj.  |
| --------------------------------------------------------------------------------------------- | -------------------------- | ---------------- | -------------- | ------ | ----- |
|                                                                                               | Véronique Hivon (sortante) | Parti québécois  | 20 509         | 47,1 % | 7 500 |
|                                                                                               | Normand Masse              | Coalition avenir | 13 009         | 29,9 % | -     |
|                                                                                               | Pascal Beaupré             | Libéral          | 6 102          | 14 %   | -     |
|                                                                                               | Flavie Trudel              | Québec solidaire | 2 449          | 5,6 %  | -     |
|                                                                                               | Amélie Dolbec              | Option nationale | 649            | 1,5 %  | -     |
|                                                                                               | Jean-Mathieu Desmarais     | Indépendant      | 513            | 1,2 %  | -     |
|                                                                                               | Mikey Colangelo Lauzon     | Conservateur     | 202            | 0,5 %  | -     |
|                                                                                               | Michel Thouin              | Union citoyenne  | 92             | 0,2 %  | -     |
| Total                                                                                         | Total                      | Total            | 43 525         | 100 %  |       |
| Le taux de participation lors de l'élection était de 78,3 % et 610 bulletins ont été rejetés. |                            |                  |                |        |       |

|                                                                                               | Nom                      | Parti               | Nombre de voix | %      | Maj.  |
| --------------------------------------------------------------------------------------------- | ------------------------ | ------------------- | -------------- | ------ | ----- |
|                                                                                               | Véronique Hivon          | Parti québécois     | 14 666         | 46,1 % | 5 491 |
|                                                                                               | Christian Trudel         | Libéral             | 9 175          | 28,8 % | -     |
|                                                                                               | Pascal Beaupré (sortant) | Action démocratique | 6 185          | 19,4 % | -     |
|                                                                                               | Flavie Trudel            | Québec solidaire    | 1 549          | 4,9 %  | -     |
|                                                                                               | Pablo Lugo-Herrera       | Indépendant         | 246            | 0,8 %  | -     |
| Total                                                                                         | Total                    | Total               | 31 821         | 100 %  |       |
| Le taux de participation lors de l'élection était de 62,6 % et 715 bulletins ont été rejetés. |                          |                     |                |        |       |

|                                                                                               | Nom             | Parti               | Nombre de voix | %      | Maj. |
| --------------------------------------------------------------------------------------------- | --------------- | ------------------- | -------------- | ------ | ---- |
|                                                                                               | Pascal Beaupré  | Action démocratique | 13 805         | 37,1 % | 750  |
|                                                                                               | Claude Duceppe  | Parti québécois     | 13 055         | 35,1 % | -    |
|                                                                                               | Céline Beaulieu | Libéral             | 7 527          | 20,2 % | -    |
|                                                                                               | Flavie Trudel   | Québec solidaire    | 1 693          | 4,5 %  | -    |
|                                                                                               | Johanne Edsell  | Vert                | 1 149          | 3,1 %  | -    |
| Total                                                                                         | Total           | Total               | 37 229         | 100 %  |      |
| Le taux de participation lors de l'élection était de 74,8 % et 480 bulletins ont été rejetés. |                 |                     |                |        |      |